# Artiúsxenko
Artiúsxenko - Артющенко (rus) és un possiólok del krai de Krasnodar, a Rússia. Es troba a la península de Taman, al delta del riu Kuban, a 48 km al sud-oest de Temriük i a 170 km a l'oest de Krasnodar, la capital.
Pertany al municipi de Tamanski.